# Dorcadion globithorax
Dorcadion globithorax es una especie de coleóptero de la familia de los cerambícidos.

## Distribución
Se encuentra en Kirguistán y Kazajistán.